# Vlag van Uithoorn

Vlag van de gemeente Uithoorn

De vlag van Uithoorn is op 1 juli 2023 vastgesteld als de gemeentelijke vlag van de Noord-Hollandse gemeente Uithoorn. De beeltenis van de vlag is afkomstig van het gemeentewapen.

## Eerdere vlag

Voorgaande vlag
(1963-2023)

Op 5 april 1963 werd een eerdere vlag aangenomen, welke als volgt kan worden beschreven:
Een langwerpige blauwe vlag, waarop is afgebeeld een gele, rood gebande hoorn, waaruit een kinderborstbeeld komt.
De beeltenis van de vlag is afkomstig van het gemeentewapen, waarbij het zilveren beslag is weggelaten.

## Verwante afbeeldingen

Wapen van Uithoorn (2020)
Wapen van Uithoorn (1816)

Aalsmeer · Alkmaar · Amstelveen · Amsterdam · Bergen · Beverwijk · Blaricum · Bloemendaal · Castricum · Den Helder · Diemen · Dijk en Waard · Drechterland · Edam-Volendam · Enkhuizen · Gooise Meren · Haarlem · Haarlemmermeer · Heemskerk · Heemstede · Heiloo · Hilversum · Hollands Kroon · Hoorn · Huizen · Koggenland · Landsmeer · Laren · Medemblik · Oostzaan · Opmeer · Ouder-Amstel · Purmerend · Schagen · Stede Broec · Texel · Uitgeest · Uithoorn · Velsen · Waterland · Wijdemeren · Wormerland · Zaanstad · Zandvoort